# 森泰治
森 泰治（もり たいじ、1895年（明治28年）- 1951年（昭和26年））は、日本の建築家。宮内省と逓信省に勤務し活躍。主な作品に、難波電話分局（1922年）、神戸電信局（1926年）、大阪中央電話局（1927年）など。

## 略歴
東京府士族森茂太郎の二男として生まれる。1920年（大正9年）、東京帝国大学建築学科を卒業し、逓信省経理局臨時電信電話建設局技師となる。1926年（大正15年）から宮内省内匠寮技師となる。

## 著作
- 建築構造要覧. 上巻 内藤多仲 等著 (早稲田大学出版部, 1929) 第四編　設計資料附木造計算 森泰治
- 建築構造要覧. 下巻 内藤多仲 等著 (早稲田大学出版部, 1929) 第四編　設計資料附木造計算 森泰治